# Фине, Ашиль Эжен
Ашиль Эжен Фине (фр. Achille Eugène Finet, 1863 — 1913) — французский ботаник.

## Биография
Ашиль Эжен Фине родился в Аржантёй в 1863 году.
Он начинал свою карьеру как лаборант, а позже стал сотрудником Поля Анри Леконта (1856—1934). Вместе с ним Фине посетил Яву.
Ашиль Эжен Фине умер в Париже в 1913 году.

## Научная деятельность
Ашиль Эжен Фине специализировался на семенных растениях.

## Некоторые публикации
- A.E. Finet, F. Gagnepain. 1907. Contributions à la flore de l'Asie orientale. Librairies-Imprimeries Réunies. 135 pp.
- A.E. Finet, F. Gagnepain. 1904. Paeonia L. En: Contributions à la flore de l'Asie orientale d'après l'Herbier du Muséum de Paris, Bull Soc Bot France, 51: 523—527.
- A.E. Finet, F. Gagnepain. 1905. Contributions a la Flore de l'Asie orientale. 1: 220—224, reimpres. Bull Soc Bot France, 51, 523—527.
- A.E. Finet. 1898. Orchidées nouvelle, ou peu connues. 6 pp.

## Почести
Род растений Neofinetia Hu был назван в его честь.
В его честь были также названы следующие виды растений:
- Impatiens finetii Tardieu[5]
- Berberis finetii C.K.Schneid.[6]
- Diospyros finetii Lecomte[7]
- Lithocarpus finetii (Hickel & A.Camus) A.Camus[8]
- Clerodendron finetii (Burm.) Dop[9]
- Sonerila finetii Guillaumin[10]
- Syzygium finetii (Gagnep.) Merr. & L.M.Perry[11]
- Bulbophyllum finetii Szlach. & Olszewski[12]
- Calanthe × finetii Hort.[13]
- Thalictrum finetii B.Boivin[14].